# Basilio Catania
Basilio Catania (Maletto, 16 maggio 1926 – Fiano, 28 ottobre 2010) è stato un ingegnere e ricercatore italiano, ricordato in particolare per gli studi in difesa di Antonio Meucci: con i suoi studi, infatti, contribuì al riconoscimento, attraverso la risoluzione 269, da parte degli Stati Uniti, della paternità dell'invenzione del telefono all'inventore italiano.
È stato Direttore Generale del centro di ricerca CSELT, centro di prestigio internazionale, il maggiore in Italia nel campo delle Telecomunicazioni, in cui sviluppò le ricerche sulla fibra ottica, dal 1976 fino al suo pensionamento.

## Biografia
Nato a Maletto (CT), in Sicilia nel 1926, si trasferì all'età di tre anni a Milano, dove, nel 1952, si laureò al Politecnico in ingegneria elettronica. Iniziò a lavorare come ricercatore nel laboratorio della Magneti Marelli dal 1952 al 1963, essendo principalmente impegnato in una ricerca sui collegamenti delle microonde a banda larga e sulla strumentazione delle misure avanzate per le stesse.
Nello stesso periodo lavorò anche, nel suo tempo libero, come assistente presso il laboratorio di comunicazione elettrica sempre del Politecnico di Milano.
Nel 1962 la Magneti Marelli si associa con General Telephone & Electronics il che consente a Catania, nel frattempo trasferitosi a Cassina de’ Pecchi di acquisire esperienza in campo internazionale. Egli conosceva numerose lingue: Francese, Inglese, Tedesco e Spagnolo. Tra gli anni 1966 ed il 1967, infatti, Catania dimostra uno strumento multifunzione di sua concezione di ponti radio, in molti paesi tra l'Europa e l'America, ottenendo, tra gli altri, anche l'approvazione dai Bell Laboratories.
Sviluppa, inoltre, un demodulatore per 2700 canali telefonici, un demodulatore a bassa soglia per stazioni di terra per satelliti ed una nuova teoria sui limitatori e le distorsioni nei ponti radio a larga banda, per i quali ottiene 5 brevetti negli Stati Uniti e la citazione nei testi del Comitato Consultivo Internazionale Radio e del Comitato Consultivo Internazionale Telefonico e Telegrafico.
è inoltre nominato Presidente del TC 12, che si occupa di Sistemi via Satellite, dell'International Electrotechnical Commission.
Nello stesso periodo effettua ricerche all'Istituto di Comunicazioni Elettriche del Politecnico di Milano in qualità di assistente del Prof. Francesco Vecchiacchi.
Nel 1967 è Assistente del Direttore Tecnico, Prof. Gaetano Monti Guarnieri, e insegna per tre anni nei Politecnici di Milano e Torino, ai corsi di perfezionamento in Ponti Radio.

### L'esperienza in CSELT
Nel 1972 Catania lascia la GT&E Telecomunicazioni e viene assunto a Torino dal Centro Studi e Laboratori Telecomunicazioni, il laboratorio di ricerca del Gruppo STET: qui effettua ricerche nel settore dei ponti radio, delle guide d'onda millimetriche, delle fibre ottiche e dell'optoelettronica. È questo il periodo nel quale concepisce e realizza, nel 1977 il primo sistema al mondo con cavi ottici in area urbana, portando una volta di più lo CSELT e l'Italia stessa all'attenzione del mondo scientifico internazionale. Per raggiungere tale risultato, Catania sviluppa una teoria originale dei sistemi in fibra ottica che ottiene il “Premio per la pubblicazione di più elevato livello scientifico” dall'Istituto Internazionale delle Comunicazioni di Genova, nel 1985 l'Ambrogino d'oro dalla Città di Milano, nel 1990 la Fellowship dall'Institute of Electrical and Electronic Engineers (IEEE) e nel 1991 Il Premio Marconi dall'Associazione Elettrotecnica ed Elettronica Italiana.
Nominato Direttore dello CSELT nel 1976, promuove nuove attività di ricerca nel campo delle Telecomunicazioni e pubblica oltre settanta articoli, di cui una dozzina nel settore del management della ricerca. Nel 1983 è nominato Presidente del “Planning Committee” della European Industrial Research Management Association (EIRMA) di Parigi, carica che manterrà fino al 1989. Dà inoltre un forte impulso alle ricerche europee nel campo delle telecomunicazioni. Partecipa alle valutazioni in campo nazionale in qualità di membro del Consiglio Superiore del Ministero delle Comunicazioni. In riconoscimento di tali contributi riceve, nel 1988, su proposta della Comunità Europea, il primo “Eurotelecom Prize” dalle mani del Re di Spagna, S. M. Juan Carlos I.
Negli anni precedenti il pensionamento, dedica il suo tempo libero a ricerche sulle relazioni tra Fisica Quantistica e Teoria dell'Informazione, presentando le sue conclusioni presso i Dipartimenti di Fisica Teorica di importanti Università Europee. Effettua, inoltre, studi comparativi tra la Bibbia e la scienza moderna e tiene conferenze sull'argomento presso l'Angelicum e lo Studium Christi di Roma.

### Gli studi su Meucci
Entrato in pensione il 1º novembre 1989, fonda una società di consulenza denominata “Telecottage” con l'obiettivo di compiere esperimenti innovativi sul telelavoro e sulla casa telematica. Da allora e fino alla sua morte, Catania si è dedicato prevalentemente alla ricerca sulla vita e le opere di Antonio Meucci. L'11 giugno 2002, "The U.S. 150th Anniversary Antonio Meucci Memorial Committee”, organizzato dal giudice della Corte Suprema dello Stato di New York, Dominic R. Massaro, e coordinato dalla prof. Filomena Ricciardi (gia` traduttrice del prof. Catania negli USA), il professore ha presentato ai maggiori esponenti della comunità italo-americana, la sua ricerca investigativa: “Il Governo degli Stati Uniti contro Alexander Graham Bell – Un importante riconoscimento per Antonio Meucci” – “The United States Government vs. Alexander Graham Bell – An important acknowledgment for Antonio Meucci”, AEI, vol. 86, Supplement to n. 10, October 1999, che provava in via definitiva e con evidenza irrefutabile, la priorità di Meucci nell'invenzione del telefono; lavoro che gli ha meritato il riconoscimento ufficiale da parte del Congresso statunitense e l'attributo di “Vindicator” di Meucci, conferito a Catania dall'Ordine dei Figli d'Italia in America.
Catania è deceduto a Fiano (TO) il 28 ottobre 2010; il giorno dopo avrebbe dovuto partecipare ad uno degli speciali di Superquark (andato poi in onda il 3 gennaio 2011).
Il programma lo ha citato comunque, volendolo ricordare per la sua attività e le sue ricerche.
Nel 2015 Maletto, il suo paese natale, gli ha intitolato una piazza.

## Riconoscimenti
- IEEE Fellowship[3]
- Eurotelecom Prize[6]
- Ambrogino d'oro[7]